# 国務院総理
国務院総理（こくむいんそうり、英語：Premier of the State Council of the People's Republic of China）は、中華人民共和国において首相に相当する官職。中華人民共和国の最高国家行政機関である国務院を主宰する。
同国における呼称は中華人民共和国国務院総理（ちゅうかじんみんきょうわこくこくむいんそうり）。建国当初は政務院総理と呼ばれていた。日本語ではそのまま「国務院総理」と表記されることがあるし、また「首相」と訳されることもある。

## 選出・任期
中華人民共和国憲法（1982年憲法）の規定によると、国家主席の指名に基づいて全国人民代表大会で選出され、国家主席が任命することになっている。しかし、憲法に中国共産党による国家の領導（指導）が明記されているため、実質的な人選は中国共産党中央委員会によって行われている。
国務院の任期は全国人民代表大会の任期と同一とされているため、通常、国務院総理の任期は5年。連続3選は禁止されている。華国鋒時代（1976〜1980）以外には党主席とは別の人間が務めており、しかも総書記と同じ人間が務めることは一度もない。

## 職権
- 国務院の活動を指導し、行政全般を指揮監督する。
- 国務院を代表し、全人代及び全人代常務委員会に対して、国務院の活動に関する責任を負う。
- 国務院の活動における重大な案件について、最終決定権を行使する。
- 国務院の構成員（副総理・国務委員・各部部長・各委員会主任・監査長・秘書長）を指名する。また、全人代および全人代常務委員会に国務院構成員の罷免を要求する。
- 国務院常務会議ならびに国務院全体会議を招集し、主宰する。
- 国務院が発布する決定・命令・行政法規・全人代及び全人代常務委員会に提出する議案や人員の任免に署名する。国務院総理が署名することにより、その法令は効力を有する。
- 国務院令を発布し、行政法規の制定と廃止・特別行政区行政長官の任免・戒厳令の宣布と解除を告示する[注釈 2]。

1989年の第二次天安門事件に際して党内の対応が分裂したとき、李鵬が総理の権限において戒厳令を発動させたことは、政局に大きな影響を与えた。

## 中華人民共和国首相の一覧
| 中華人民共和国政務院総理 | 中華人民共和国政務院総理 | 中華人民共和国政務院総理 | 中華人民共和国政務院総理 | 中華人民共和国政務院総理 | 中華人民共和国政務院総理      | 中華人民共和国政務院総理       | 中華人民共和国政務院総理 |
| 代                       | 期                       | 政務院総理               | 政務院総理               | 所属政党                 | 内閣                          | 在任期間                       | 備考                     |
| ------------------------ | ------------------------ | ------------------------ | ------------------------ | ------------------------ | ----------------------------- | ------------------------------ | ------------------------ |
| 01                       | 1                        |                          | 周恩来                   | 中国共産党               | 第1次                         | 1949年10月1日- 1954年9月27日） |                          |
| 中華人民共和国国務院総理 |                          |                          |                          |                          |                               |                                |                          |
| 代                       | 期                       | 国務院総理               | 国務院総理               | 所属政党                 | 内閣                          | 在任期間                       | 備考                     |
| 01                       | 1                        |                          | 周恩来                   | 中国共産党               | 第1次                         | 1954年9月27日- 1959年4月27日   |                          |
| 01                       | 2                        | 第2次                    | 周恩来                   | 中国共産党               | 1959年4月27日- 1965年1月3日   |                                |                          |
| 01                       | 3                        | 第3次                    | 周恩来                   | 中国共産党               | 1965年1月3日- 1975年1月17日   |                                |                          |
| 01                       | 4                        | 第4次                    | 周恩来                   | 中国共産党               | 1975年1月17日- 1976年1月8日   | 在任中に死去                   |                          |
| 0-                       | 4                        | （不在）                 | （不在）                 | -                        | -                             | 1976年1月8日- 1976年2月2日     |                          |
| 0-                       | 4                        |                          | 華国鋒                   | 中国共産党               | -                             | 1976年2月2日- 1976年4月7日     | 首相代理                 |
| 02                       | 4                        | 第1次                    | 華国鋒                   | 中国共産党               | 1976年4月7日- 1978年3月5日    |                                |                          |
| 02                       | 5                        | 第2次                    | 華国鋒                   | 中国共産党               | 1978年3月5日- 1980年9月10日   | 任期途中で辞任                 |                          |
| 03                       | 5                        |                          | 趙紫陽                   | 中国共産党               | 第1次                         | 1980年9月10日- 1983年6月18日   |                          |
| 03                       | 6                        | 第2次                    | 趙紫陽                   | 中国共産党               | 1983年6月18日- 1987年11月24日 | 任期途中で辞任                 |                          |
| 0-                       | 6                        |                          | 李鵬                     | 中国共産党               | -                             | 1987年11月24日- 1988年4月9日   | 首相代理                 |
| 04                       | 7                        | 第1次                    | 李鵬                     | 中国共産党               | 1988年4月9日- 1993年3月28日   |                                |                          |
| 04                       | 8                        | 第2次                    | 李鵬                     | 中国共産党               | 1993年3月28日- 1998年3月17日  |                                |                          |
| 05                       | 9                        |                          | 朱鎔基                   | 中国共産党               | 第1次                         | 1998年3月17日- 2003年3月16日   |                          |
| 06                       | 10                       |                          | 温家宝                   | 中国共産党               | 第1次                         | 2003年3月16日- 2008年3月16日   |                          |
| 06                       | 11                       | 第2次                    | 温家宝                   | 中国共産党               | 2008年3月16日- 2013年3月15日  |                                |                          |
| 07                       | 12                       |                          | 李克強                   | 中国共産党               | 第1次                         | 2013年3月15日- 2018年3月18日   |                          |
| 07                       | 13                       | 第2次                    | 李克強                   | 中国共産党               | 2018年3月18日- 2023年3月11日  |                                |                          |
| 08                       | 14                       |                          | 李強                     | 中国共産党               | 第1次                         | 2023年3月11日-                 |                          |